# アンパンマンの舞台別の登場人物一覧 (村・里の住人)
アンパンマンの舞台別の登場人物一覧 (村・里の住人) では、アンパンマン・シリーズのキャラクターのうち、村・里の舞台に住むものについて一覧形式で解説する。

## 村・里の住人
- にんじゃのニャンジャについては「#頼りになる味方」の節を参照。
- もりそば村については、#もりそば森の住人を参照。
- りんご村については、#りんごの国の住人を参照。

くろべえ
声 - 井上瑤、富山敬（ぶたまんまん変身時）
性別 - 男 / 初登場回 - TV第61話A「アンパンマンとへんしんだぬき」
悪戯好きで食いしん坊なタヌキの男の子。何にでも化ける事ができるが、目の周りの黒い部分や尻尾のせいですぐにばれてしまう。たぬき村のタヌキの中で一番化けるのが下手で修行の旅をしていたところをばいきんまん達と出会い、アンパンマンやしょくぱんまんに化けたりとしばらくは行動を共にしていた。しかし、アンパンマンを助ける為に寝返り、巨大なアンパンマンに化けてばいきんまんを翻弄させた。その後、アンパンマン達に励まされて自信がついた為、たぬき村に帰った。しかし、再登場の時も懲りずにアンパンマンやばいきんまん相手に悪戯を働いては怒られていた。
一人称は「おら」で、語尾に「ぞなもし」「だど」と付けながら話す事が多い。本人曰く「人を化かす事さえ出来れば それで良いが、怪我をさせるなんて とんでもない事だ!」とのことで、暴力を嫌う所があるので ばいきんまんを裏切ってアンパンマンを助ける事がある。また、歌が下手で音痴な所がある。
おせんべまん
声 - 玉川紗己子
性別 - 男 / 初登場回 - TV第75話A「アンパンマンとおせんべまん」
顔が煎餅の男の子。初登場時はおむすびまんの弟子になりたくて1人で村を飛び出してきたが、ばいきんまんとの騒動の後におむすびまんの演技とジャムおじさんに説得されて弟子になる事を諦めて村へと帰った。子供扱いされる事を嫌っている。顔の煎餅かじられたり、潤けたりすると力が出なくなる。
再登場した時には 何故か1人で旅をしており、ノリノリのりへい とは知り合い同士だった事が明かされ、旅の途中で偶然再会できた事を お互いに喜んでいた。しかし、ゆげ仙人の出した湯気のせいで顔が潤けてしまった。
ケンダマン
声 - 堀秀行→鈴木琢磨
性別 - 男 / 初登場回 - TV第75話B「アンパンマンとケンダマン」
けん玉の男性。けん玉を広める為にケンダマ村からやってきた。けん玉を投げたり頭の玉を使ったり頭の玉を振り回して「ケンダマタイフーン」という強風を起こす等の攻撃ができる。彼が来るまではカバオくん達はけん玉の事を知らなかった。
コーンくん
声 - 子安武人→川澄綾子、高戸靖広（代役）
性別 - 男 / 初登場回 - TV第89話A「アンパンマンともろこし村のコーンくん」
トウモロコシの男の子。トウモロコシ畑があるもろこし村に住んでいて、美味しいトウモロコシやポップコーンをみんなに御馳走してくれる。
ピーナッツブラザーズ
初登場回 - TV第97話A「アンパンマンとピーナッツブラザーズ」
ピーナッツ村に住み、とても美味しいピーナッツバターを作っている落花生の双子。
ナッツ
声 - 松野太紀
性別 - 男
ピーナッツブラザーズの兄。青い帽子を被っている。顔はめいけんチーズに似ている。平凡な生活に飽きてヒーローを目指そうとしていた。動きが素早く、しょくぱんまんやカレーパンマンを翻弄する。ばいきんまんにそそのかされたり催眠術で操られてしまうが、弟のラッカーのおかげで元に戻り、2人でピーナッツバターを作る生活に戻った。
ラッカー
声 - 山口勝平
性別 - 男
ピーナッツブラザーズの弟。黄色い帽子を被っている。兄のナッツと同じく顔はチーズに似ている。平凡な生活に飽きてピーナッツ村を飛び出したナッツを探していた。ばいきんまんの催眠術にかかり悪さをするが、ばいきんまんとの騒動後に無事ナッツと仲直りした。
イチゴちゃん
声 - 兼子由利子→原えりこ→深水由美→松本まりか
性別 - 女 / 初登場回 - TV第142話B「リンゴちゃんとイチゴちゃん」
顔がイチゴの女の子。いちご村に住んでいる。気が強く他人に厳しい性格だが、本当は優しい。自分達が育てた果物を大切に思っているが、その気持ちが高ぶるあまり親切心で収穫を手伝おうとした者を傷付けてしまう事がある。りんごちゃんとは仲良しだが、自身の性格のせいで喧嘩になってしまう事もある。ばいきんまんには、その性格から「ドキンちゃんにそっくりな子」と言われた（当のドキンちゃんはその事を否定し、己の性格を全く自覚していなかった）。
うめぼしばあや
声 - 堀絢子→坂本千夏
性別 - 女 / 初登場回 - TV第161話B「こむすびまんとうめぼしばあや」
おむすびまん達の元気のもとである美味しい梅干しを作る元気なおばあさん。負けん気が強いが無理をし過ぎてうめこちゃんを心配させてしまう事もある。
うめこちゃん
声 - 冬馬由美→桑島法子（映画・アンパンマンとたのしい仲間たち）→永田亮子
性別 - 女 / 初登場回 - TV第161話B「こむすびまんとうめぼしばあや」
うめぼしばあやと一緒に梅干し作りの手伝いをしている孫娘。梅干しの女の子。見た目は人間に近い。こむすびまんととても仲が良い。一人称は「おら」で東北弁訛りで喋る。
ロバ村長（ロバそんちょう）
声 - 山寺宏一
性別 - 男
初登場回 - TV第212話A「おむすびまんと鉄火のマキちゃん」
谷間の村に住んでいるロバの村長。農業を営んでいる。ばいきんまんの盗賊団に困っている。
たわらくん
声 - 梁田清之
性別 - 男 / 初登場回 - TV第355話B「たわらくんとライスちゃん」
俵の男の子。ライスちゃんと一緒に田んぼで美味しい米を育てて皆に届けている。語尾に「ゴンス」を付けて話す。バイキンUFOやもぐりんの攻撃を抑えて投げ飛ばす程の力持ち。おむすびまんやこむすびまん、鉄火のマキちゃんにも田植えを手伝ってもらったり、お米を分けてあげたりもしたが、なぜかTV第641話「おむすびまんとどんぶりまんトリオ」では、おむすびまんと初対面という設定になっていた。悪さをするばいきんまんには厳しいが、手伝ってくれたご褒美として彼らにもおむすびや米俵を分けてあげる事もある。
ライスちゃん
声 - 西原久美子
性別 - 女
初登場回 - TV第355話B「たわらくんとライスちゃん」
たわらくんの相棒の米の女の子。胸に「※」マークが描かれている。たわらくんが育てた米で美味しいご飯を炊いてくれる。語尾に「ライス」を付けて話す。ミニライスを呼ぶ事ができる。
ミニライス
性別 - 不明
初登場回 - TV第355話B「たわらくんとライスちゃん」
手足がついた小さな米。ライスちゃんに呼ばれると大群で悪者を覆いつくす。
だいちゃん
声 - 岡和男
性別 - 男 / 初登場回 - TV第361話B「アンパンマンとみそおじさん」
顔が大豆の男の子でみそおじさんの助手。
とうふちゃん
声 - 原えりこ
性別 - 男 / 初登場回 - TV第361話B「アンパンマンとみそおじさん」
顔が豆腐の女の子。作った豆腐をだいちゃんと一緒に町のみんなに分けている。
みそおじさん
声 - 島香裕
性別 - 男
初登場回 - TV第361話B「アンパンマンとみそおじさん」
味噌作りの名人。顔が味噌用の樽になっている。のんびり屋でいつも寝ている。
ネコジャラシ
声 - 塚田正昭→山寺宏一→相沢まさき
性別 - 男 / 初登場回 - TV第487話B「ばいきんまんとニンジャの里」
にんじゃのニャンジャの師匠。忍者の里に住んでいる。いつも糸目で、ぼーっとしているように見えるが、素早く動いたり尻尾を鞭のように使ったり、「バケネコジャラシ」という化け猫に変身する等いろんな技を持っている。ニャンジャと同じくネコである為、ねこじゃらしにつられやすい。同作者の『ピョンピョンおたすけかめん』にも登場し、彼が主人公にいろんな事を教えている。

### オランウータン村の住人
ウータン
声 - 二又一成
性別 - 男 / 初登場回 - TV第9話A「アンパンマンとそっくりぱん」
オランウータンのパン屋。オランウータンの村に住んでいる。ばいきんまんの策略でパンを奪われアンパンマンを疑うが騒動後に和解した。映画では、氷の城で氷漬けにされていたが助かった。
猿の長老（さるのちょうろう）
声 - 鈴木勝美
性別 - 男 / 初登場回 - TV第9話A「アンパンマンとそっくりぱん」
オランウータン村の長老。アンパンマン（に変装したばいきんまん）のパン屋でパンを買おうとしていた。アンパンマンを疑ったウータンが長老を迎えに行ったときに、偽のアンパンマンがパンを売っているのを見てウータンは自分の過ちに気づく。

### クッキング村の住人
こしょうぼうや
声 - 山寺宏一→麻見順子
性別 - 男 / 初登場回 - TV第45話B「アンパンマンとモグラドン」
しおぼうやの双子の兄。優しい男の子。頭がペッパーシェイカーで中にはコショウが入っている。
しおぼうや
声 - 関口智子→津野田なるみ
性別 - 男 / 初登場回 - TV第45話B「アンパンマンとモグラドン」
こしょうぼうやの双子の弟。楽しい男の子。頭がソルトシェイカーで中には塩が入っている。
ホワイトペッパー
声 - 柴本浩行
性別 - 男 / 初登場回 - TV第132話B「アンパンマンと森のひみつ」
こしょうぼうやの父親で、ペッパーミルの男性。頭からコショウを出す。
せんぬきどり
声 - 三ツ矢雄二→辻谷耕史
性別 - 男 / 初登場回 - TV第45話B「アンパンマンとモグラドン」
ワインが好きな鳥。鼻がワイン用の栓抜きになっている。クッキング村の地下のワイン倉庫でワインを飲むのが楽しみ。
コルクぼうや
声 - 兼子由利子
性別 - 男 / 初登場回 - TV第293話B「アンパンマンとコルクぼうや」
コルクのガンマン。クッキング村の葡萄園に住んでいる。ワインの瓶に栓をするのが仕事。銃に仕込んだコルクでどんな穴でも塞いでしまう。せんぬきどりと名コンビ。

### しょうが村の住人
べにしょうがママ
声 - 千々松幸子
性別 - 女 / 初登場回 - TV第77話B「アンパンマンとまいごのレッドくん」
レッドくんの母親の大きな赤い蛾。羽ばたく事で強風を起こせる。しょうが村に行く途中、はぐれてしまった息子のレッドくんを探していたが疲れてパン工場で休んでいたところをアンパンマン達と出会う。十分に休んで元気になった後、バタコさん達と一緒にアンパンマンの新しい顔を届け、ばいきんまん達に騙されてアンパンマンを襲っていたレッドくんの誤解を解き、羽ばたいた強風でばいきんまん達を吹き飛ばした。その後、レッドくんと一緒にしょうが村へと向かった。
レッドくん
声 - 深雪さなえ
性別 - 男 / 初登場回 - TV第77話B「アンパンマンとまいごのレッドくん」
べにしょうがママの息子の赤い蛾の男の子。母親のべにしょうがママと2人で旅をしている。羽から「カラカラリンプー」という激辛の粉を出して攻撃する事ができる。べにしょうがママとはぐれて迷子になっていたところをばいきんまん達と出会い、からかった末に騙されてアンパンマンを襲うが、べにしょうがママに誤解を解いてもらった後に協力してばいきんまん達をやっつけた。その後、アンパンマンを襲った事を謝ってべにしょうがママと一緒にしょうが村へと向かった。

### スキヤキの里の住人
- しらたき姫と春菊さんについては「#頼りになる味方」の節を参照。

焼きどうふくん（やきどうふくん）
声 - 高山みなみ→高乃麗→坂本千夏→冨永みーな→平野綾→北川里奈→長沢美樹→木村陽子
性別 - 男 / 初登場回 - TV第583話A「しらたき姫とスキヤキの里」
焼き豆腐の男の子。すきやき城の台所で、すき焼きの材料である焼き豆腐を作っている。しいたけくんやフーちゃんとは材料のナンバー1を競い合っている。
しいたけくん
声 - 滝沢ロコ→松元恵→渡辺明乃→かないみか→荒川美穂→坂本千夏→伊瀬茉莉也
性別 - 男 / 初登場回 - TV第583話A「しらたき姫とスキヤキの里」
椎茸の男の子。すきやき城の台所で、すき焼きの材料である椎茸を作っている。焼きどうふくんやフーちゃんとは材料のナンバー1を競い合っている。
フーちゃん
声 - 中村ひろみ→後藤沙緒里→慶長佑香→工藤晴香→岡本彩夏→宮本侑芽
性別 - 男 / 初登場回 - TV第583話A「しらたき姫とスキヤキの里」
麩の男の子。食いしん坊でジャムおじさんのパンが大好物。すきやき城の台所で、すき焼きの材料である麩を作っている。焼きどうふくんやしいたけくんとは材料のナンバー1を競い合っている。

### ひとくち村の住人
- こむすびまんについては「#頼りになる味方」の節を参照。

おダンゴちゃん
声 - 皆口裕子、鈴木富子（映画・おむすびまん）、宮川美保（映画・ブラックノーズと魔法の歌）
性別 - 女 / 初登場回 - 映画第2作同時上映「おむすびまん」、TV第462話A「こむすびまんとおダンゴちゃん」
団子作りが上手な女の子。髪に挿してある大きな団子を食べるとたちまち元気が出る。こむすびまんと仲がいい。また、ばいきんまんには手伝いをしてくれたりお腹が空いていれば、分け隔てなく優しく接してお団子を振る舞ってくれる。
映画「おむすびまん」にも同名の人物が登場しているが、デザインが違うため別人である。
ちびむすトリオ
初登場回 - TV第637話A「こむすびまんとちびむすトリオ」
ひとくちサイズのお結びを作るのが得意な三人娘。どんぶりまんトリオのように、誰が一番美味しいか競っている。
コウメちゃん
声 - 小暮英麻
性別 - 女
梅干し入りのおむすび作りが得意な女の子。
オカカちゃん
声 - 皆川純子
性別 - 女
オカカ入りのおむすび作りが得意な女の子。
タラコちゃん
声 - 原えりこ
性別 - 女
たらこ入りのおむすび作りが得意な女の子。

### ひなた村の住人
ピーマントリオ
ピーマンの三兄弟。みんなにピーマンを美味しく食べてもらう為、気球に乗って料理を作りにやってくる。
青ピーマン（あおピーマン）
声 - 伊倉一恵→西村ちなみ
性別 - 男 / 初登場回 - TV第37話B「アンパンマンとなぞのブラック」
トリオの一番目の男の子。黄緑の服に胸にはPマークと星が描かれてある。弟妹思いの優しい子。弟妹と一緒に自己紹介する時は「青ピーマン」と名乗る。初登場時はピーマンを食べてもらう為に覆面で「なぞのブラック」に変装して、人助けの後にピーマンを押し付けていた。
赤ピーマン（あかピーマン）
声 - 原えりこ→かかずゆみ
性別 - 女 / 初登場回 - TV第588話A「アンパンマンとピーマントリオ」
トリオの二番目の女の子。ピンクの服に赤い短いドレス胸にはPマークと星が描かれている。は兄のピーマンと二人でピーマン料理を作っている。性格はとてもおてんば。
黄色ピーマン（きいろピーマン）
声 - 高田由美→折笠富美子→水瀬いのり
性別 - 男 / 初登場回 - TV第588話A「アンパンマンとピーマントリオ」
トリオの末っ子。黄色の服に胸にはPマークと星が描かれてる。ピーマン料理を上手に作りたいと思っているが、経験不足なのでなかなか兄や姉の役に立てない。性格は泣き虫で甘えん坊。語尾に「でちゅ」を付けて話す。トリオの中では一緒に共演するゲストと仲良くなる等と出番が多い。犬が苦手で初めてチーズを見て泣いたこともあったが、すぐ仲良くなった。
初登場時にばいきんまん達に騙されて不味い料理を作らされたこともあったが、兄たちに教わられてちゃんとした料理を作れるようになった。
かぼちゃのカボちゃん
声 - 飛田展男→山寺宏一→松本保典→若林直美→中村ひろみ→本美奈子→高乃麗→松本沙羅
性別 - 男 / 初登場回 - TV第92話A「アンパンマンとかぼちゃのかぼちゃん」
カボチャの男性。自ら育て上げたカボチャで美味しい料理を作ってくれる。一人称は「オイラ」で、語尾に「ガンス」をつけて話す。カボチャへの愛情は深く、ばいきんまんにカボチャ畑をめちゃくちゃにされた時はかなり落ち込んでいた。
また、2年に公開された『勇気の花がひらくとき』の同時上映の『アンパンマンと楽しい仲間たち』Aパートでは浴衣姿で一瞬登場している。
ニンジンさん
声 - キートン山田→山寺宏一→中村大樹→相沢まさき→岡本幸輔、菅良太郎(映画36作)
性別 - 男 / 初登場回 - TV第187話B「アンパンマンとニンジンさん」
ニンジンの小父。子供達が強く育つようにニンジンを作っている。顔から栄養たっぷりのニンジンジュースを出す。毎日ニンジンジュースを飲んでいるおかげでいつも元気である。ニンジン畑を荒らされた時には深く心を痛めたが、畑を荒らした上にアンパンマンを追い詰めたばいきんまんに果敢に立ち向かった。
キャロットぼうや
声 - 鈴木晶子→永澤菜教→高橋美佳子→芝原チヤコ
性別 - 男 / 初登場回 - TV第360話A「アンパンマンとキャロットぼうや」
ニンジンの男の子。頭から元気が出るニンジンジュースを出す。アンパンマンに憧れていて、マントを着ているが飛べない。負けず嫌いで「正義の味方」を気取っており、カレーパンマンと初めて会った時は、自分を差し置いて活躍する彼の事が気に入らなかった。
キュウリのモミモミさん
声 - 吉田理保子
性別 - 女 / 初登場回 - TV第241話B「アンパンマンとキュウリのモミモミさん」
キュウリの小母。キュウリ揉みを作るのが得意な他、指圧の名人でもある。酢を使ってばいきんまんを1人でやっつけてしまう程、肝っ玉がすわったところもある。
ラッキョウくん
声 - 山田栄子→中村ひろみ
性別 - 男 / 初登場回 - TV第253話A「カレーパンマンとラッキョウくん」
ラッキョウの男の子。カレーライスを食べる場所に現れて、美味しいラッキョウを勧める。
あかかぶおじさん
声 - 中村秀利
性別 - 男 / 初登場回 - TV第263話A「あかかぶさんとしろかぶさん」
赤カブを栽培しているカブの小父。しろかぶおじさんとはどちらのカブ料理が美味しいかでいつも張り合っているが、いざという時は一緒に協力する等と本当は仲がいい。
しろかぶおじさん
声 - 鈴木清信
性別 - 男 / 初登場回 - TV第263話A「あかかぶさんとしろかぶさん」
白カブを栽培しているカブの小父。あかかぶおじさんとはどちらのカブ料理が美味しいかでいつも張り合っているが、いざという時は一緒に協力する等と本当は仲がいい。
ナスコさん 
声 - まるたまり→島本須美
性別 - 女 / 初登場回 - TV第302話A「ショウガナイさんとナスコさん」
ナスの女の子。ナスを使った料理が得意だが、性格は泣き虫でみんなが好んでくれるか自信がない。ショウガナイさんと名コンビ。　
2024年現在では、こむすびまんからは『ナスコちゃん』と呼ばれており、それ以前の『どんぶりまんトリオとだいふく和尚』や、それ以降の話でも『ナスコちゃん』という名前で登場する事が定番となった 。
ブロッコリィちゃん
声 - 日高奈留美→原えりこ→塩山由佳→佐久間レイ
性別 - 女 / 初登場回 - TV第390話B「ブロッコリィちゃんとアスパラくん」
頭がブロッコリーの女の子。アスパラくんと一緒に育てた野菜で美味しいサラダを作ってくれる。
アスパラくん
声 - 菊池正美→中村ひろみ
性別 - 男 / 初登場回 - TV第390話B「ブロッコリィちゃんとアスパラくん」
アスパラガスの男の子。ブロッコリィちゃんと一緒に育てた野菜で美味しいサラダを作ってくれる。
セロリくん
声 - 中村大樹
性別 - 男 / 初登場回 - TV第581話B「アンパンマンとセロリくん」
セロリの男の子。プライドが高い性格でセロリを野菜の王子様と自負しており、友達でもあるアスパラくんとブロッコリィちゃんを困らせている。普段は強気だが、武器の「セロリ剣」が無いと一転して弱気になってしまう。セロリをそのままで食べる事を勧めていたが、ばいきんまん達との騒動後に考えを改めた。
キャベツマン
声 - 石村知子→原えりこ
性別 - 男 / 初登場回 - TV第431話B「アンパンマンとキャベツマン」
威勢の良いキャベツの男の子。「キャベツこそが野菜の王様」と豪語しており、自らをひなた村の平和を守る正義の味方だと思っているが、力はあまり強くなく頼りない所がある。お腹を空かせた者を助けようともするが、与えるものが何も味付けされていないキャベツの千切りのみな為に遠慮されてしまう。プライドが高く、素直じゃない一面もある。野菜は新鮮なまま食べるのが一番だと思っており、当初はキャベツで漬物を作られる事すら嫌っていたが、おしんこちゃんの働きぶりを見た事で受け容れるようになった。キャベツの葉を飛ばしてバイキンUFOの視界を遮る事ができる。
ピーマントリオに出会う前は、苦手な食べ物がピーマンで 始めは食べなかったが、最終的にピーマン料理を喜んで食べた。黄色ピーマンとも仲良くなった。
『とんかつぼうやとキャベツマン』では、「とんかつぼうや」とは 元々から知り合い同士のライバルだと明かされ、勝負や喧嘩をする事はあるが 、負けず嫌いな者同士 本当は仲が良い関係でもある。
服とマントはメロンパンナに似ているが空は飛べない。
ポテトくん 
声 - 住友優子→花輪英司→吉倉万里→齊藤真紀→内田直哉→金光宣明→坂本千夏→久保ユリカ→長沢美樹→堀内賢雄→岡本幸輔→綾坂晴名
性別 - 男 / 初登場回 - TV第431話B「アンパンマンとキャベツマン」
ジャガイモの男の子。ひなた村の畑でジャガイモを作っている。
はくさいくん
声 - 福島おりね→石川静→〆野潤子→佐久間レイ→岡田恵→中島由貴
性別 - 男 / 初登場回 - TV第431話B「アンパンマンとキャベツマン」
頭が白菜の男の子。ひなた村の畑で美味しい白菜を作っている。
しろかぶじいさん
声 - 中博史→辻親八→山寺宏一
性別 - 男 / 初登場回 - TV第523話「しろかぶくん、故郷へかえる」
しろかぶくんの祖父。芝居が大好きで自分で舞台役者になりきる事もあるが、無理をし過ぎてしろかぶくんに余計な心配をかけてしまう事も。いい加減な所もあるが、しろかぶくんの「だいこんやくしゃのようなスターになりたい」という夢を深く理解しており、彼がでんでん一座を辞めようとした時には叱咤激励したりと情に厚い性格。しろかぶおじさんに似ているが別人。
しろかぶばあさん
声 - 坂本千夏
性別 - 女 / 初登場回 - TV第523話「しろかぶくん、故郷へかえる」
しろかぶくんの祖母。孫の成長を楽しみにしている。
たまねぎくん
声 - 三橋加奈子→坂本千夏→長沢美樹→工藤晴香
性別 - 男 / 初登場回 - TV第853話A「カレーパンマンとひなた村」
タマネギの男の子。ひなた村の畑でタマネギを作っている。

#### トマトハウスの住人
トマトちゃん
声 - 渡辺菜生子→原えりこ→中島沙樹→佐久間レイ
性別 - 女 / 初登場回 - TV第157話A「トマトちゃんと怪力コング」
トマトの女の子。トマトを栽培している。初登場時は町の子供たちと一緒に遊び、コングが来たときは彼らと一緒に逃げていたが、彼女を狙ったばいきんまんに捕まった時にはコングが彼女を助け、以来コングと仲良くなった。再登場時にトマトの栽培をするようになった。また、ケチャップリンとも仲がいい。
ケチャップリン
声 - 引田有美→かないみか→夏樹リオ
性別 - 男 / 初登場回 - TV第231話B「トマトちゃんとケチャップリン」
体がケチャップのチューブになっている男の子。顔が人間である。一人称は「僕」で語尾に「チャップ」と付けて話す。タップダンスを踊りながら美味しいケチャップを使った料理をご馳走してくれる。ケチャップはトマトちゃんから貰ったトマトで作った。マヨネーズくんとはどちらの料理が美味しいかで張り合っていたが、共にばいきんまんと戦った事をきっかけに和解し、お互いの味を認めるようになった。ケチャップとチャップリンをかけたキャラ。

### ひなの里の住人
おひなちゃん
声 - 原えりこ、木村まどか（代役）
性別 - 女 / 初登場回 - TV第221話A「アンパンマンとたのしいひなまつり」
ひなの里のお雛様。女の子達を雛祭りへ招待してくれる。和服の色は赤。
だいりくん 
声 - 優希比呂→真殿光昭→中村ひろみ→高乃麗→冨永みーな→佐久間レイ→坂本千夏→横山智佐→丹下桜→坂本千夏→三ツ矢雄二→坂本千夏→平野綾→坂本千夏
性別 - 男 / 初登場回 - TV第221話A「アンパンマンとたのしいひなまつり」
ひなの里のお内裏様。持っている笏でおひなちゃんを悪者から守る。和服の色は紫。
右大臣（うだいじん）
声 - 山寺宏一→宇垣秀成→西村朋紘→増岡弘→玄田哲章→坂熊孝彦→増岡弘→斉藤次郎→森田了介→二又一成→森田了介
性別 - 男 / 初登場回 - TV第221話A「アンパンマンとたのしいひなまつり」
左大臣より若いがしっかり者。和服の色は緑。
左大臣（さだいじん）
声 - 掛川裕彦→仲野裕→山寺宏一
性別 - 男 / 初登場回 - TV第221話A「アンパンマンとたのしいひなまつり」
慌て者で焼きたてのパンが好物。和服の色は赤紫。
三人官女（さんにんかんじょ）
声 - 長谷川智子→島本須美（A）、津村まこと→中村ひろみ（B）、佐久間レイ（C）
性別 - 女 / 初登場回 - TV第221話A「アンパンマンとたのしいひなまつり」
ひなの里の住人の三人。和服の色は黄。
五人囃子（ごにんはやし）
性別 - 男 / 初登場回 - TV第221話A「アンパンマンとたのしいひなまつり」
ひなの里の住人の五人。和服の色は紺。
仕丁（しちょう）
性別 - 男 / 初登場回 - TV第221話A「アンパンマンとたのしいひなまつり」
ひなの里の住人の三人の仕丁。